# Bande di motociclisti

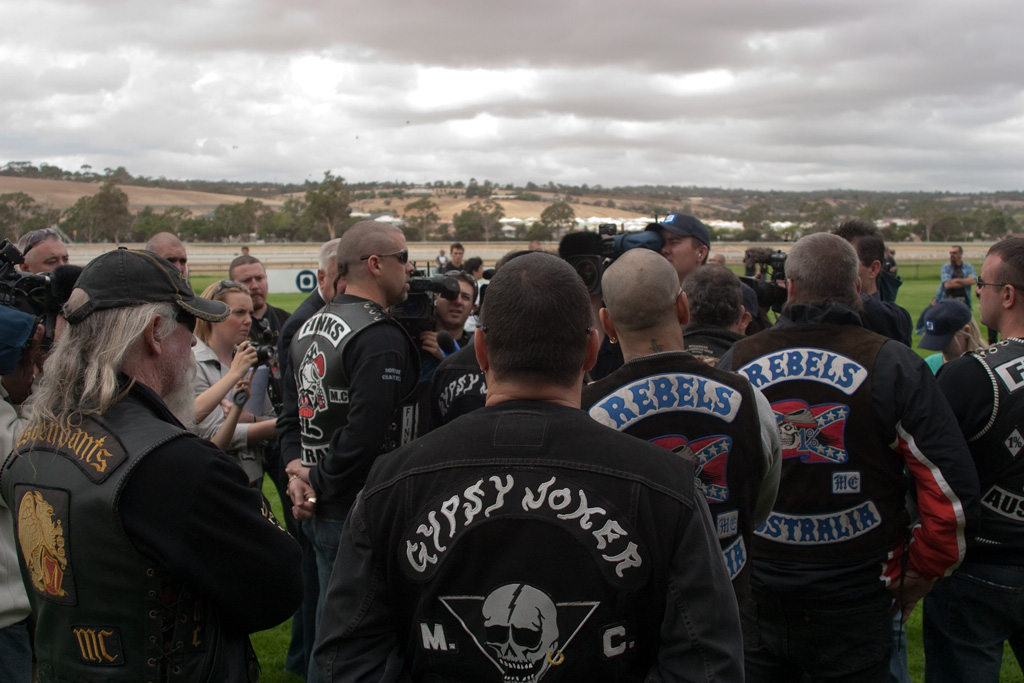
I membri del club motociclistico si incontrano a una corsa in Australia nel 2009

Le bande di motociclisti sono delle associazioni di appassionati riunite in uno o più club di motociclisti uniti con lo spirito della passione verso le moto ma soprattutto dello spirito di fratellanza.
Il fenomeno è nato negli Stati Uniti d'America poco prima della seconda guerra mondiale, ma si è poi diffuso in molti Stati del mondo. Tali aggregazioni sono formate da soggetti che utilizzano principalmente Harley-Davidson o altri chopper e sono raggruppati in Motocycle Clubs. La maggior parte degli appartenenti ai Motorcycle Clubs statunitensi sono indicati anche con il termine onepercenters a seguito di un fatto realmente accaduto negli USA nel secondo dopoguerra.

## Storia
Durante il fine settimana del 4 luglio 1947, nella cittadina di Hollister in California mentre si teneva un raduno di motociclisti, alcuni gruppi ospitati senza apparente motivo incominciarono a provocare disordini spaventando gli abitanti della cittadina. In breve le risse e i disordini coinvolsero gran parte dei motociclisti intervenuti, ormai quasi tutti in preda all'alcool e all'eccitazione. Solo l'intervento della polizia proveniente da varie contee limitrofe riuscì a riportare l'ordine pubblico nella cittadina. In realtà, i disordini (un paio di corse in strada e una vetrina rotta) si verificarono dopo che ad alcuni gruppi di motociclisti fu vietato l'ingresso al raduno.
A seguito dell'accaduto, la stampa diede ampio spazio all'avvenimento tanto da indurre l'American Motorcyclist Association a diffondere una dichiarazione ufficiale in proposito. Nel testo l'A.M.A. affermava che il 99% dei motociclisti erano brave persone che rispettavano la legge, mentre solo l'un percento di essi viene definito "fuorilegge". A quel punto molti membri di club iniziarono a fregiarsi di un piccolo stemma che riportava un "1%" cucito in un rombo, e a dichiararsi per l'appunto "Onepercenters", e cioè a riconoscersi proprio in quella percentuale di facinorosi da cui l'associazione motociclistica voleva prender le distanze. 
In quegli anni infatti, tutti i club affiliati all'A.M.A. usavano portare anche loro una "back patch" sulla schiena, la cui forma era assolutamente libera e piuttosto simile ad un logo unico, con l'indicazione del nome del club, il logo vero e proprio e la località di provenienza, scritti senza particolari regole.
Tale idea fu realmente messa in atto grazie all'iniziativa di Sonny Barger - presidente della sezione di Oakland degli Hells Angels - che nel 1959 convocò una delle prime "riunioni generali" di tutti i vari "club fuorilegge" dell'epoca, proprio al fine di costituire una gigantesca e compatta unione dei suddetti club "Onepercenters" in opposizione all'A.M.A. Tuttavia all'inizio degli anni ottanta anche alcuni hanno dichiarato la loro estraneità ad attività criminali.

## Caratteristiche

### La filosofia di vita
Gli appartenenti a tali gruppi coltivano una filosofia basata sulla fratellanza, l'onore, il rispetto, lo spirito di corpo che unisce i membri dello stesso club, e l'orgoglio di indossare i simboli di un club.

### La Back Patch
La "Back Patch" (anche chiamata "back colors" o semplicemente "colori"), è la toppa che si cuce sulla schiena dei gilet dei motociclisti che appartengono ad un MC (Motorcycle Club). La tipica forma della suddetta toppa ha le stesse origini del nome "one percenters", e cioè risale a fatti di Hollister (California).
I primi "onepercenters" vollero differenziarsi dalla maggior parte dei motociclisti, e decisero di tagliare la propria back patch in tre pezzi, indossandola così con il nome del club, il logo, e la località di provenienza in modo separato. I tre pezzi assunsero pertanto nomi specifici: il "Top Rocker" era la toppa superiore, curva, che riportava il nome del club; il "Bottom Rocker" era la toppa curva inferiore, che riportava la località di provenienza (la città o lo stato), l'"MC Rocker" riportava la dicitura "MC". Al centro era cucita la grande toppa con il logo del club MC.

## Attività criminali nel mondo
In molti Stati del mondo sono spesso associati alla figura di banda criminale; nei paesi della penisola scandinava e in Danimarca negli anni 1990 furono protagonisti di alcuni scontri conosciuti come Grande guerra biker del nord.

### Australia
In Australia le cronache hanno riportato del loro coinvolgimento nel traffico di droga, tanto che nel 2007 il primo ministro dell'Australia meridionale annunciò severe disposizioni di legge contro tali bande.

### Canada
In Canada sono coinvolti nel traffico di droga e hanno stretto alleanze con la famiglia mafiosa dei Rizzuto che negli ultimi anni avrebbe creato un consorzio criminale nel paese includendo gruppi criminali di diversa provenienza etnica. Dal 1994 al 2002 gli Hells Angels e i Rock Machine si affrontarono in una feroce guerra chiamata Guerra dei motociclisti del Québec.

### Italia
Tra le bande più conosciute nel paese vi sono gli Hells Angels ed i Bandidos MC, spesso protagoniste di fatti di violenza che spesso li hanno visti contrapposti in vari scontri.

### Stati Uniti d'America
Spesso le cronache hanno riportato fatti di violenza dove sono implicate diverse bande; come ad esempio lo scontro a fuoco tra due formazioni avvenuto a Waco in Texas nel 2015 ove 9 persone furono uccise e 18 rimasero ferite.

## Nella cultura di massa
- Dai fatti di Hollister è stata tratta l'ispirazione per il famoso film Il selvaggio (The Wild One) del 1953, interpretato da Marlon Brando e Lee Marvin. Nel film, in bianco e nero, Johnny (Marlon Brando) guida in realtà una Triumph 650cc Thunderbird, sul cui fanale legherà il trofeo rubato ad una gara ufficiale (organizzata dall'A.M.A.). Chino (Lee Marvin) il capo dei "Beetles", guida invece una vecchia Harley-Davidson.
- Il club di cui Marlon Brando è il capo si chiama "B.R.M.C.", ed ha come back patch un teschio su due pistoni incrociati, alla foggia dei pirati. Nel film, un motociclista ne spiega il significato come "Banda Ribelle Motociclistica", mentre la sigla in inglese significa "Black Rebel Motorcycle Club".
- Le serie televisive “Sons of Anarchy" e "Mayans M.C." hanno come protagoniste due gang di motociclisti, il Sons of Anarchy Motorcycle Club e i Mayans M.C. - Los Asasinos de Dios.
- Nella sua saga Millennium Stieg Larsson fa spesso riferimento al Motoclub Svavelsjö, un'organizzazione criminale coinvolta nella caccia a Lisbeth Salander.